# 屠岸贾
屠岸贾（？—前583年），屠岸氏，名贾，一作屠颜贾，是司馬遷《史记》中记载的春秋时期晋国大夫，《左传》、《國語》等史書沒有記載此人。
晋灵公时，因为阿谀奉承得宠。晋灵公被赵穿杀死，他一度被贬。晋景公时，屠岸贾任司寇，在趙同、赵括得罪郤氏、欒氏时，屠岸贾追治晋灵公被杀之事。他称赵盾是弑杀晋灵公的首逆。下宮之難，尽灭赵氏。只有趙朔的儿子赵武被公孙杵臼、程婴救下，即趙氏孤兒。后来，韩厥建议晋景公恢复赵氏，赵武杀屠岸贾。

## 争议
《史记·赵世家》是根据战国时期赵国的史料写成，古今很多学者认为这些史料不真实，是赵国君王避讳祖先“下宮之難”的污点，虚构了屠岸贾这个人物，《左传》的记载才能反映事情的真相。一个旁证是赵同、赵括在前597年—前583年之间都有活动的记载，所以他们应该死于前583年，即《史记·赵世家》记载的赵武复仇之年。
赵翼等学者认为《史记》的“趙氏孤兒”是一个虚构的显例。在经过精细的考证之后，清朝史学家赵翼指出：“屠岸贾之事，出于无稽，而迂之于采遮，荒诞不足凭也。《史记》诸世家多取《左传》、《國語》以为文，独此一事不用二书，而取异说。”

## 影視作品

### 電視劇
| 年份 | 名稱               | 主演   |
| ---- | ------------------ | ------ |
| 1996 | 东周列国·春秋篇    | 魏宗万 |
| 2013 | 趙氏孤兒案         | 孫淳   |
| 2019 | 忠孝節義之萬古流芳 | 游耀光 |

### 電影
| 年份 | 名稱     | 主演   |
| ---- | -------- | ------ |
| 1965 | 萬古流芳 | 李英   |
| 2010 | 趙氏孤兒 | 王學圻 |